# Verena Briner
Verena Briner (* 1951) ist eine Schweizer Ärztin und Hochschullehrerin. Sie wurde 2017 zum Mitglied des Schweizerischen Wissenschaftsrats (SWR) ernannt.

## Berufsweg
Verena Briner absolvierte bis 1978 ein Medizinstudium an der Universität Basel. Weiterbildungen besuchte sie unter anderem am Universitätsspital Basel und am Inselspital Bern. Im Rahmen eines Forschungsstipendiums untersuchte sie in Denver, Colorado, das Signaling in Zellkulturen der Blutgefässe und Nierenglomeruli. Diese Forschungen flossen in ihre Habilitationsschrift ein.
Briner ist Fachärztin für Allgemeine Innere Medizin und Nephrologie. Mehr als 20 Jahre leitete sie bis 2016 das «Departement Medizin» des Luzerner Kantonsspitals (LUKS). Nach dem Ausscheiden aus der Spitalleitung ist sie wissenschaftliche Beraterin im «Stab Direktion».
Briner ist Titularprofessorin an der Universität Basel und Gastprofessorin an der Universität Luzern. Sie ist Fellow des Royal College of Physicians in London, Ehrenmitglied verschiedener internationaler Fachgremien und wurde auch in das Fachorgan der Interkantonalen Vereinbarung über die hochspezialisierte Medizin (IVHSM) für hochspezialisierte Viszeralchirurgie gewählt.